# Платидорас
Платидорас (лат. Platydoras) — род сомов семейства броняковых. Впервые был описан Питером Блекером в 1862 году. Живут в бассейнах рек Амазонки, Токантинса, Парнаибы, Ориноко и Эссекибо во Французской Гвиане и Суринаме.

## Описание
Длина сомов составляет от 15 до 24 сантиметров. Брюшко сомов этого вида округлое. Голова большая, широкая, сплющенная. Передний луч высокий, треугольной формы. Кроме того присутствует жировой плавник. Хвостовой плавник гомоцеркальный. По бокам находятся крупные костные пластины, которые защищают сомика от нападений. У сомов этого вида достаточно широкий рот, вокруг которого располагаются три пары усиков.

## Классификация
На данный момент описаны всего 4 вида платидорасов:
- Platydoras armatulus
- Platydoras brachylecis
- Platydoras costatus — Полосатый платидорас
- Platydoras hancockii